# Villa Alberti
Villa Alberti si trova a Montughi - Firenze.

## Storia e descrizione
Questa villa fu costruita dai Pazzi nel secolo XIV per poi passare di proprietà agli Alberti dopo la congiura dei Pazzi del 1478 contro i Medici. 
I Pazzi ordirono la congiura in questa villa, nella quale si trova una lapide in memoria: "Hisce in aedibus - Coniuratio pactiana - In Medices - Excitatur - Anno MCCLXXVIII". Accanto a questa c'è un'altra iscrizione su un'altra lapide più recente: "Nunc - Antequam domino se voveant - Noviciae Virginis Perdolentis - Heic animum virtutibus exercendo - Contra nefas diaboli se disponunt" (Ora - prima di consacrarsi al Signore - le novizie di Maria Vergine dolentissima - qui - esercitando la virtù si apparecchiano a pugnare - contro la nequizia del diavolo)Infatti, nel 1932, si fermarono in questa villa le Serve di Maria Santissima Addolorata
Nel piccolo oratorio della villa si trova un'altra scritta su marmo: "Heic - Antequam valedixerit mundo - Maria Magdalena de Pactiis - Vocationem operibus obfirmando - Haud infrequenter commorata": nella villa Alberti visse infatti santa Maria Maddalena de' Pazzi.